# توماس جي. كورتني
توماس جي. كورتني (بالإنجليزية: Thomas G. Courtney)‏ هو سياسي أمريكي، ولد في 24 سبتمبر 1947 في برلنغتون في الولايات المتحدة. حزبياً، نشط في Iowa Democratic Party ‏ والحزب الديمقراطي. وقد انتخب عضو مجلس ولاية آيوا.

## وصلات خارجية
- الموقع الرسمي